# Telmatogeton pacificus
Telmatogeton pacificus är en tvåvingeart som beskrevs av Tokunaga 1935. Telmatogeton pacificus ingår i släktet Telmatogeton och familjen fjädermyggor. Inga underarter finns listade i Catalogue of Life.